# Villar de Cañas
Villar de Cañas ist ein Ort und eine Gemeinde (municipio) mit nur noch 368 Einwohnern (Stand: 2024) im Südwesten der Provinz Cuenca in der Autonomen Region Kastilien-La Mancha. Der Ort gehört zu der von einem starken Bevölkerungsschwund betroffenen Serranía Celtibérica.

## Lage und Klima
Der Ort Villar de Cañas liegt in einer Talsenke im Quellgebiet mehrerer Bäche im Südteil der Kastilischen Hochebene (meseta) in einer Höhe von ca. 820 m. Die Provinzhauptstadt Cuenca befindet sich ca. 67 km (Fahrtstrecke) nordöstlich. Das Klima im Winter ist gemäßigt, im Sommer dagegen warm bis heiß; die eher geringen Niederschlagsmengen (ca. 495 mm/Jahr) fallen – mit Ausnahme der nahezu regenlosen Sommermonate – verteilt übers ganze Jahr.

## Bevölkerungsentwicklung
| Jahr      | 1857  | 1900  | 1950  | 2000 | 2019 |
| Einwohner | 1.338 | 1.243 | 1.633 | 446  | 374  |

Aufgrund der Mechanisierung der Landwirtschaft, der Aufgabe bäuerlicher Kleinbetriebe und des daraus resultierenden Verlusts von Arbeitsplätzen ist die Einwohnerzahl der Gemeinde seit der Mitte des 20. Jahrhunderts stark rückläufig (Landflucht).

## Wirtschaft
Die Wirtschaft des Ortes basierte jahrhundertelang im Wesentlichen auf Selbstversorgung; Überschüsse an Lebensmitteln sowie Tierhäute und Wolle konnten an fahrende Händler verkauft oder gegen andere Produkte getauscht werden. Durch den Ausbau der Infrastruktur hat sich die Situation im 20. Jahrhundert deutlich verbessert.
Im Dezember 2011 erhielt der Ort nach mehrjähriger landesweiter Diskussion den Zuschlag für die Errichtung eines zentralen spanischen Zwischenlagers für Atommüll; zum Zeitpunkt der Standortentscheidung wurde eine Lagerdauer von ca. 60 Jahren vorgesehen. Berichten zufolge begrüßten die lokale Bevölkerung und führende Vertreter den Entscheid aus wirtschaftlichen Gründen, während Gegner auf das in der Region gegebene Erdbebenrisiko verweisen.

## Geschichte
Funde zu einer Besiedlung in keltischer, römischer, westgotischer und islamisch-maurischer Zeit fehlen. Nach der Rückeroberung (reconquista) der Stadt Cuenca und ihres Umlands (1177–1180) durch die Truppen des kastilischen Königs Alfons VIII. wurde eine Politik der Wiederbesiedlung (repoblación) der eroberten Gebiete durch Christen aus allen Teilen der Iberischen Halbinsel betrieben.

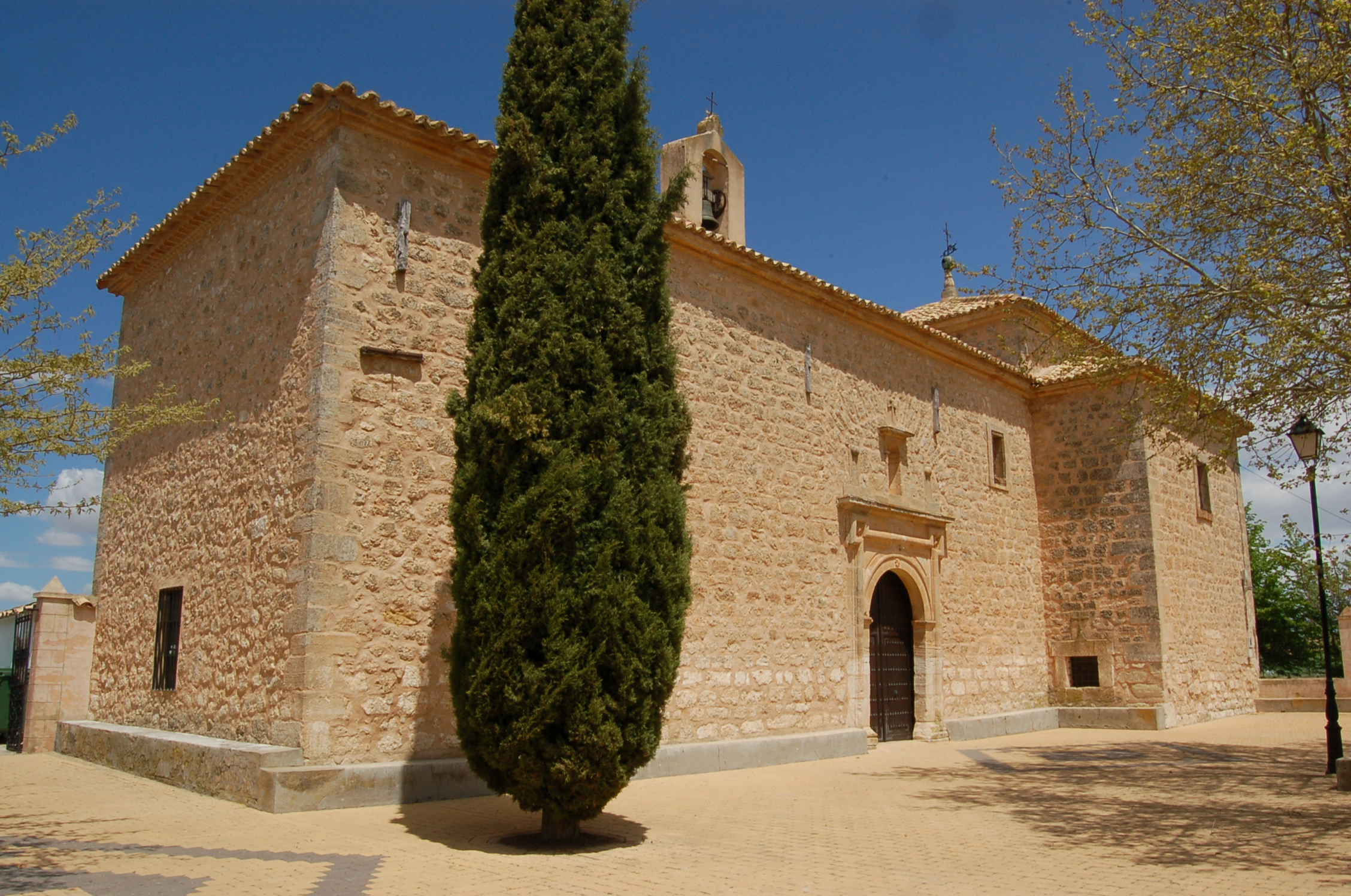
Ermita de Nuestra Señora de la Cabeza

## Sehenswürdigkeiten
- Die – mit Ausnahme der Ecksteine – aus Bruchsteinen errichtete Iglesia de Nuestra Señora de la Asunción ist ein dreischiffiger Bau aus dem 16. Jahrhundert mit späteren Veränderungen; die Sonnenuhr an der Südfassade trägt die Jahreszahl 1776. Das Obergeschoss des Glockenturms (campanario) ist insgesamt etwas feiner gestaltet. Das Renaissance-Portal führt in den von drei gleich hohen Schiffen (Hallenkirche) gebildeten Kirchenraum.[4]
- Gegenüber der Kirche steht eine ehemalige Herberge (posada) aus dem 17. Jahrhundert.
- Die verputzten und weißgetünchten Häuser des Ortes haben teilweise noch Lehmwände und Holzdecken.[5]
- Auf dem etwa 500 m vom Ort entfernten Friedhof (cementerio) steht die im 17. Jahrhundert überwiegend aus Bruchsteinen erbaute, aber turmlose, einschiffige Ermita de Nuestra Señora de la Cabeza.[6]